# Mycetophila exstincta
Mycetophila exstincta är en tvåvingeart som beskrevs av Friedrich Hermann Loew 1870. Mycetophila exstincta ingår i släktet Mycetophila och familjen svampmyggor. Arten har ej påträffats i Sverige. Inga underarter finns listade i Catalogue of Life.